# Madison (Géorgie)
Pour les articles homonymes, voir Madison.
La ville de Madison est le siège du comté de Morgan, dans l’État de Géorgie, aux États-Unis. Lors du recensement de 2010, sa population s’élevait à 3 979 habitants.

## Démographie
| 1880 | 1890  | 1900  | 1910  | 1920  | 1930  |
| ---- | ----- | ----- | ----- | ----- | ----- |
| 974  | 2 131 | 1 992 | 2 412 | 2 348 | 1 966 |

| 1940  | 1950  | 1960  | 1970  | 1980  | 1990  |
| ----- | ----- | ----- | ----- | ----- | ----- |
| 2 045 | 2 489 | 2 680 | 2 890 | 2 954 | 3 483 |

| 2000  | 2010  | - | - | - | - |
| ----- | ----- | - | - | - | - |
| 3 636 | 3 979 | - | - | - | - |

## Culture
- Madison Museum of Fine Art (MMoFA).